# Henk Staghouwer
Henk Staghouwer (Hoogkerk, 14 februari 1962) is een Nederlands politicus en bestuurder. Hij is lid van de ChristenUnie. Van 10 januari tot 6 september 2022 was hij minister van Landbouw, Natuur en Voedselkwaliteit in het kabinet-Rutte IV. Van 24 april 2013 tot 10 januari 2022 was hij gedeputeerde van de provincie Groningen.

## Opleiding en loopbaan

### Bakkerij
Staghouwer ging van 1974 tot 1978 naar de mavo en volgde van 1978 tot 1982 een vakopleiding aan het huidige Noorderpoort in Groningen en van 1981 tot 1982 een ondernemersopleiding aan het huidige Piter Jelles in Leeuwarden. Van 1978 tot 1989 was hij werkzaam bij een bakkerij in Zuidhorn en van 1989 tot 2012 was hij directeur en eigenaar van bakkerijketen Staghouwer.

### Nevenfuncties
Tot 2013 bekleedde Staghouwer bovendien diverse nevenfuncties. Zo was hij bestuurslid van het Bedrijfspensioenfonds voor de Bakkerij, Kredietunie Nederland en de Kredietunie voor de Bakkerij. Tot april 2015 was hij parttime gedeputeerde van Groningen. Daarnaast was hij penningmeester van de Nederlandse Brood- en Banketbakkersondernemersvereniging (NBOV) en adviseur van het Programma Uitzending Managers (PUM).

## Politieke loopbaan

### Statenlid en gedeputeerde van Groningen
Staghouwer was van 2002 tot 2013 lid en fractievoorzitter van de ChristenUnie in de Provinciale Staten van Groningen, als opvolger van Wiebe van der Ploeg vanaf 2013 gedeputeerde van Groningen. In zijn portefeuille had hij Bovengrond (schade, versterken, governance), Landbouw en visserij, Natuur en landschap, Wadden en Waddenfonds, Internationalisering en Gebied Noord-Groningen (Het Hogeland, Eemsdelta). Sinds het vertrek van gedeputeerde Nienke Homan per 1 december 2021 had hij ook Klimaatadaptatie en Water in zijn portefeuille.
In november 2021 lag gedeputeerde Staghouwer onder vuur vanwege een brief die hij in juni dat jaar als voorzitter van het Versterkingsoverleg Groningen (VOG) naar demissionair minister Stef Blok (Economische Zaken) gestuurd had. Dit betrof een ondersteuningsbrief om de amendementen van SP-Kamerlid Sandra Beckerman niet uit te voeren. Deze door de Tweede Kamer aangenomen amendementen zijn bedoeld om mensen die te maken hebben met de gevolgen van de gaswinning in Groningen te ondersteunen door middel van juridische bijstand en hen de mogelijkheid te bieden om zelf de regie te hebben over het versterkingsproces van hun woningen.
Minister Blok wilde deze wetswijziging naast zich neerleggen, omdat de Kamerleden Paul van Meenen (D66) en Agnes Mulder (CDA) namens hun fractie per ongeluk voor een van beide voorstellen hebben gestemd, waardoor er een meerderheid in de Kamer voor ontstond. Bedoelde ondersteuningsbrief heeft Staghouwer op verzoek van demissionair minister Blok van Economische Zaken gestuurd namens het Versterkingsoverleg Groningen (VOG), echter zonder overleg met andere Groningse bestuurders daarover.

### Minister van Landbouw, Natuur en Voedselkwaliteit
Op 10 januari 2022 werd Staghouwer als opvolger van partijgenote Carola Schouten geïnstalleerd als minister van Landbouw, Natuur en Voedselkwaliteit in het kabinet-Rutte IV. In zijn portefeuille als minister had hij Landbouw, Tuinbouw, Visserij, Voedselkwaliteit, Dierenwelzijn en Diergezondheid (DGF), Kwekersrecht en de NVWA.
Het dossier van de stikstofcrisis was belegd bij de andere minister op het departement, bij Christianne van der Wal, de minister voor Natuur en Stikstof. Wel had hij de opdracht om de veeboeren, akkerbouwers en tuinders perspectief te bieden. In juni 2022 stuurde hij daartoe een perspectiefbrief naar de Tweede Kamer. Vanuit de Tweede Kamer kwam veel kritiek op de inhoud en Staghouwer zegde toe met een nieuwe brief te komen. Deze brief had vrijdag 2 september 2022 naar de Kamer gestuurd moeten worden, maar werd door het kabinet als ondermaats beschouwd.
Dat weekend concludeerde Staghouwer "niet de juiste persoon [te zijn] om leiding te geven aan de opgaven die er liggen". Op 5 september van dat jaar verzocht Staghouwer aan de koning om hem per 6 september te ontslaan, waaraan werd voldaan.

## Loopbaan na de politiek
Staghouwer is sinds 1 februari 2023 voorzitter van de raad van advies van de Waddenzeehavens. Met ingang van 1 januari 2024 werd hij voorzitter van Voedselbanken Nederland.

## Privéleven
Staghouwer is gehuwd en heeft drie kinderen.
- Parlement.com: vlp7cywp66ze